# Lista de vereadores de Santo André da 15.ª legislatura
Esta é a lista de vereadores de Santo André da 15.ª Legislatura, período que compreende de 1.º de janeiro de 2009 até 31 de dezembro de 2012.
| 14.ª legislatura | Lista de vereadores de Santo André da 15.ª legislatura | 16.ª legislatura |

## Mesa Diretora
A composição da mesa diretora da Câmara Municipal de Santo André durante os dois biênios da 15.ª Legislatura teve a seguinte formação:
| 1.º Biênio (2009-2010) | 1.º Biênio (2009-2010)           | 2.º Biênio (2011-2012) | 2.º Biênio (2011-2012)                |
| Presidência            | Presidência                      | Presidência            | Presidência                           |
| ---------------------- | -------------------------------- | ---------------------- | ------------------------------------- |
| Presidente             | Geraldo Aparecido Juliano (PMDB) | Presidente             | José de Araújo (PMDB)                 |
| Vice-presidente        | Luiz Carlos Pinheiro (DEM)       | Vice-presidente        | Evilásio Santana Santos (Bahia) (DEM) |
| Secretaria             |                                  |                        |                                       |
| 1.º Secretário         | Paulinho Serra (PSDB)            | 1.º Secretário         | Dr. Marcelo Chehade (PSDB)            |
| 2.º Secretário         | Francisco Alberto (PMDB)         | 2.º Secretário         | Luiz Carlos Pinheiro (DEM)            |
| 3.º Secretário         | Marcos Cortez (PSDB)             | 3.º Secretário         | Gilberto Wachtler (PTB)               |

## Parlamentares
| Parlamentar | Parlamentar                 | Imagem                         | Partido | Partido                                          | Votos | %     | Notas                                                                                                  | Posição      |
| ----------- | --------------------------- | ------------------------------ | ------- | ------------------------------------------------ | ----- | ----- | --- | ------------ |
| 1.º         | Paulo Serra                 |                                |         | Partido da Social Democracia Brasileira PSDB     | 6.149 | 1,60% | | Independente |
| 1.º         | Paulo Serra                 | Partido Social Democrático PSD |         |                                                  | 6.149 | 1,60% | | Independente |
| 2.º         | Geraldo Aparecido Juliano   |                                |         | Partido do Movimento Democrático Brasileiro PMDB | 5.757 | 1,50% | | Oposição     |
| 3.º         | José de Araújo              |                                |         | Partido do Movimento Democrático Brasileiro PMDB | 5.313 | 1,38% | | Oposição     |
| 4.º         | Montorinho                  |                                |         | Partido dos Trabalhadores PT                     | 4.934 | 1,28% | | Oposição     |
| 5.º         | Antônio Leite da Silva      |                                |         | Partido dos Trabalhadores PT                     | 4.844 | 1,26% | | Oposição     |
| 6.º         | Ailton Jose de Lima         |                                |         | Partido Democrático Trabalhista PDT              | 4.191 | 1,09% | | Oposição     |
| 7.º         | Claudio Malatesta           |                                |         | Partido dos Trabalhadores PT                     | 3.931 | 1,02% | | Oposição     |
| 8.º         | Marcos Cortez               |                                |         | Partido da Social Democracia Brasileira PSDB     | 3.841 | 1,00% | | Independente |
| 9.º         | Aparecido Donizeti Pereira  |                                |         | Partido Verde PV                                 | 3.748 | 0,97% | | Oposição     |
| 10.º        | Marcelo Chehade             |                                |         | Partido da Social Democracia Brasileira PSDB     | 3.560 | 0,93% | | Independente |
| 11.º        | Almir Roberto Cicote        |                                |         | Partido Socialista Brasileiro PSB                | 3.296 | 0,86% | | Oposição     |
| 12.º        | Jurandir Gallo              |                                |         | Partido dos Trabalhadores PT                     | 3.169 | 0,82% | | Oposição     |
| 13.º        | Tiago Nogueira              |                                |         | Partido dos Trabalhadores PT                     | 2.882 | 0,75% | | Oposição     |
| 14.º        | Jose Ricardo Dias           |                                |         | Partido Socialista Brasileiro PSB                | 2.814 | 0,73% | | Oposição     |
| 15.º        | Geraldo da Silva Souza      |                                |         | Democratas DEM                                   | 2.813 | 0,73% | Faleceu durante o exercício do mandato em 3 de junho de 2010 em decorrência de um choque hipovolêmico. | Independente |
| 16.º        | Luiz Carlos Pinheiro        |                                |         | Democratas DEM                                   | 2.675 | 0,70% | | Independente |
| 17.º        | Jairo Bafile                |                                |         | Partido dos Trabalhadores PT                     | 2.537 | 0,66% | | Oposição     |
| 18.º        | Evilasio Santana dos Santos |                                |         | Democratas DEM                                   | 2.388 | 0,62% | | Independente |
| 19.º        | Israel Zekcer               |                                |         | Partido Trabalhista Brasileiro PTB               | 2.240 | 0,58% | | Governo      |
| 20.º        | Gilberto Wachtler           |                                |         | Partido Trabalhista Brasileiro PTB               | 2.141 | 0,56% | | Governo      |
| 21.º        | Francisco Alberto           |                                |         | Partido Social Liberal PSL                       | 1.766 | 0,46% | | Oposição     |

## Suplentes
| Parlamentar | Parlamentar              | Imagem | Partido | Partido        | Votos | % | Notas | Titular                | Ref.  | Posição      |
| ----------- | ------------------------ | ------ | ------- | -------------- | ----- | - | --- | ---------------------- | ----- | ------------ |
| -           | Antônio de Jesus Barbosa |        |         | Democratas DEM |       |   | Assumiu o exercício do mandato após a morte do vereador titular Geraldo da Silva Souza em 3 de junho de 2010 | Geraldo da Silva Souza | [ 4 ] | Independente |

## Comissões
| Comissões Permanentes                                          | 2009                             | 2009                             | 2009  |
| Comissões Permanentes                                          | Presidente                       | Membros                          | Ref.  |
| -------------------------------------------------------------- | -------------------------------- | -------------------------------- | ----- |
| Comissão de Justiça e Redação                                  | José de Araújo (PMDB)            | Bahia (DEM)                      | [ 5 ] |
| Comissão de Justiça e Redação                                  | José de Araújo (PMDB)            | Israel Zekcer (PTB)              | [ 5 ] |
| Comissão de Finanças e Orçamento                               | Dr. Marcelo Chehade (PSDB)       | Gilberto Wachtler (PTB)          | [ 5 ] |
| Comissão de Finanças e Orçamento                               | Dr. Marcelo Chehade (PSDB)       | Geraldo da Silva Souza (DEM)     | [ 5 ] |
| Comissão de Desenvolvimento Urbano                             | Ailton Jose de Lima (PDT)        | Dr. Marcelo Chehade (PSDB)       | [ 5 ] |
| Comissão de Desenvolvimento Urbano                             | Ailton Jose de Lima (PDT)        | Jurandir Gallo (PT)              | [ 5 ] |
| Comissão de Educação e Cultura                                 | Antônio Leite da Silva (PT)      | Bahia (DEM)                      | [ 5 ] |
| Comissão de Educação e Cultura                                 | Antônio Leite da Silva (PT)      | Tiago Nogueira (PT)              | [ 5 ] |
| Comissão de Cidadania, Direitos Humanos e Assistência Social   | Cláudio Malatesta (PT)           | Jairinho (PT)                    | [ 5 ] |
| Comissão de Cidadania, Direitos Humanos e Assistência Social   | Cláudio Malatesta (PT)           | Almir Cicote (PSB)               | [ 5 ] |
| Comissão de Saúde, Saneamento Básico, Ecologia e Meio Ambiente | Aparecido Donizeti Pereira (PV)  | Jose Ricardo Dias (PSB)          | [ 5 ] |
| Comissão de Saúde, Saneamento Básico, Ecologia e Meio Ambiente | Aparecido Donizeti Pereira (PV)  | Dr. Marcelo Chehade (PSDB)       | [ 5 ] |
| Comissão de Segurança Pública                                  | Montorinho (PT)                  | José de Araújo (PMDB)            | [ 5 ] |
| Comissão de Segurança Pública                                  | Montorinho (PT)                  | Jairinho (PT)                    | [ 5 ] |
| Comissões Permanentes                                          | 2010                             | 2010                             | 2010  |
| Comissões Permanentes                                          | Presidente                       | Membros                          | Ref.  |
| Comissão de Justiça e Redação                                  | José de Araújo (PMDB)            | Bahia (DEM)                      | [ 6 ] |
| Comissão de Justiça e Redação                                  | José de Araújo (PMDB)            | Israel Zekcer (PTB)              | [ 6 ] |
| Comissão de Finanças e Orçamento                               | Dr. Marcelo Chehade (PSDB)       | Gilberto Wachtler (PTB)          | [ 6 ] |
| Comissão de Finanças e Orçamento                               | Dr. Marcelo Chehade (PSDB)       | Toninho de Jesus (DEM)           | [ 6 ] |
| Comissão de Desenvolvimento Urbano                             | Ailton Jose de Lima (PDT)        | Dr. Marcelo Chehade (PSDB)       | [ 6 ] |
| Comissão de Desenvolvimento Urbano                             | Ailton Jose de Lima (PDT)        | Jurandir Gallo (PT)              | [ 6 ] |
| Comissão de Educação e Cultura                                 | Antônio Leite da Silva (PT)      | Bahia (DEM)                      | [ 6 ] |
| Comissão de Educação e Cultura                                 | Antônio Leite da Silva (PT)      | Tiago Nogueira (PT)              | [ 6 ] |
| Comissão de Cidadania, Direitos Humanos e Assistência Social   | Cláudio Malatesta (PT)           | Jairinho (PT)                    | [ 6 ] |
| Comissão de Cidadania, Direitos Humanos e Assistência Social   | Cláudio Malatesta (PT)           | Almir Cicote (PSB)               | [ 6 ] |
| Comissão de Saúde, Saneamento Básico, Ecologia e Meio Ambiente | Aparecido Donizeti Pereira (PV)  | Jose Ricardo Dias (PSB)          | [ 6 ] |
| Comissão de Saúde, Saneamento Básico, Ecologia e Meio Ambiente | Aparecido Donizeti Pereira (PV)  | Dr. Marcelo Chehade (PSDB)       | [ 6 ] |
| Comissão de Segurança Pública                                  | Jairinho (PT)                    | Montorinho (PT)                  | [ 6 ] |
| Comissão de Segurança Pública                                  | Jairinho (PT)                    | José de Araújo (PMDB)            | [ 6 ] |
| Comissões Permanentes                                          | 2011                             | 2011                             | 2011  |
| Comissões Permanentes                                          | Presidente                       | Membros                          | Ref.  |
| Comissão de Justiça e Redação                                  | Ailton Jose de Lima (PDT)        | Marcos Cortez (PSDB)             | [ 7 ] |
| Comissão de Justiça e Redação                                  | Ailton Jose de Lima (PDT)        | Israel Zekcer (PTB)              | [ 7 ] |
| Comissão de Finanças e Orçamento                               | Geraldo Aparecido Juliano (PMDB) | Aparecido Donizeti Pereira (PV)  | [ 7 ] |
| Comissão de Finanças e Orçamento                               | Geraldo Aparecido Juliano (PMDB) | Toninho de Jesus (DEM)           | [ 7 ] |
| Comissão de Desenvolvimento Urbano                             | Paulinho Serra (PSDB)            | Toninho de Jesus (DEM)           | [ 7 ] |
| Comissão de Desenvolvimento Urbano                             | Paulinho Serra (PSDB)            | Jurandir Gallo (PT)              | [ 7 ] |
| Comissão de Educação e Cultura                                 | Tiago Nogueira (PT)              | Jose Ricardo Dias (PSB)          | [ 7 ] |
| Comissão de Educação e Cultura                                 | Tiago Nogueira (PT)              | Geraldo Aparecido Juliano (PMDB) | [ 7 ] |
| Comissão de Cidadania, Direitos Humanos e Assistência Social   | Cláudio Malatesta (PT)           | Jose Ricardo Dias (PSB)          | [ 7 ] |
| Comissão de Cidadania, Direitos Humanos e Assistência Social   | Cláudio Malatesta (PT)           | Antônio Leite da Silva (PT)      | [ 7 ] |
| Comissão de Saúde, Saneamento Básico, Ecologia e Meio Ambiente | Marcos Cortez (PSDB)             | Francisco Alberto (PSL)          | [ 7 ] |
| Comissão de Saúde, Saneamento Básico, Ecologia e Meio Ambiente | Marcos Cortez (PSDB)             | Israel Zekcer (PTB)              | [ 7 ] |
| Comissão de Segurança Pública                                  | Jairinho (PT)                    | Toninho de Jesus (DEM)           | [ 7 ] |
| Comissão de Segurança Pública                                  | Jairinho (PT)                    | Montorinho (PT)                  | [ 7 ] |
| Comissões Permanentes                                          | 2012                             | 2012                             | 2012  |
| Comissões Permanentes                                          | Presidente                       | Membros                          | Ref.  |
| Comissão de Justiça e Redação                                  | Ailton Jose de Lima (PDT)        | Marcos Cortez (PSDB)             | [ 8 ] |
| Comissão de Justiça e Redação                                  | Ailton Jose de Lima (PDT)        | Almir Cicote (PSB)               | [ 8 ] |
| Comissão de Finanças e Orçamento                               | Aparecido Donizeti Pereira (PV)  | Geraldo Aparecido Juliano (PMDB) | [ 8 ] |
| Comissão de Finanças e Orçamento                               | Aparecido Donizeti Pereira (PV)  | Toninho de Jesus (DEM)           | [ 8 ] |
| Comissão de Desenvolvimento Urbano                             | Paulinho Serra (PSDB)            | Toninho de Jesus (DEM)           | [ 8 ] |
| Comissão de Desenvolvimento Urbano                             | Paulinho Serra (PSDB)            | Jurandir Gallo (PT)              | [ 8 ] |
| Comissão de Educação e Cultura                                 | Tiago Nogueira (PT)              | Geraldo Aparecido Juliano (PMDB) | [ 8 ] |
| Comissão de Educação e Cultura                                 | Tiago Nogueira (PT)              | Israel Zekcer (PTB)              | [ 8 ] |
| Comissão de Cidadania, Direitos Humanos e Assistência Social   | Antônio Leite da Silva (PT)      | Jose Ricardo Dias (PSB)          | [ 8 ] |
| Comissão de Cidadania, Direitos Humanos e Assistência Social   | Antônio Leite da Silva (PT)      | Cláudio Malatesta (PT)           | [ 8 ] |
| Comissão de Saúde, Saneamento Básico, Ecologia e Meio Ambiente | Israel Zekcer (PTB)              | Francisco Alberto (PSL)          | [ 8 ] |
| Comissão de Saúde, Saneamento Básico, Ecologia e Meio Ambiente | Israel Zekcer (PTB)              | Marcos Cortez (PSDB)             | [ 8 ] |
| Comissão de Segurança Pública                                  | Montorinho (PT)                  | Toninho de Jesus (DEM)           | [ 8 ] |
| Comissão de Segurança Pública                                  | Montorinho (PT)                  | Jairinho (PT)                    | [ 8 ] |